# Николаевка Вторая (Запорожская область)
Николаевка Вторая (укр. Миколаївка Друга) — село в Запорожском районе Запорожской области Украины. До 19 июля 2020 года входило в состав Новониколаевского района.
Код КОАТУУ — 2323684004. Население по переписи 2001 года составляло 58 человек.

## Географическое положение
Село Николаевка Вторая находится на расстоянии в 2 км от села Трудооленовка.
По селу протекает пересыхающий ручей с запрудой.

## История
- 1851 год — дата основания села Либенталь[4].